# Ратае
 Тази статия е за селото в Северна Македония.  За селото в Сърбия вижте Ратае (община Враня).  
Ратае или Ратай (на македонска литературна норма: Ратае; на албански: Ratai) е село в Северна Македония, в община Йегуновце.

## География
Селото е разположено в областта Долни Полог на левия бряг на Вардар.

## История
В края на XIX век Ратае е предимно българско село в Тетовска каза на Османската империя. Андрей Стоянов, учителствал в Тетово от 1886 до 1894 година, пише за селото:
| „ | С. Ратай. — При развалинитѣ на старата си църква селенитѣ колятъ курбанъ на зимни св. Атанасъ. | “ |

Според статистиката на Васил Кънчов („Македония. Етнография и статистика“) в 1900 година Ратай има 105 жители българи християни и 24 арнаути мохамедани.
По данни на секретаря на Българската екзархия Димитър Мишев („La Macédoine et sa Population Chrétienne“) в 1905 година всичките 80 християнски жители на Ратал са българи екзархисти.
Според Афанасий Селишчев в 1929 година Ратае е село в Шемшевска община и има 16 къщи с 232 жители българи и албанци.
Според преброяването от 2002 година Ратае има 411 жители.
| Националност | Всичко |
| македонци    | 411    |
| албанци      | 0      |
| турци        | 0      |
| роми         | 0      |
| власи        | 0      |
| сърби        | 1      |
| бошняци      | 0      |
| други        | 0      |